# 第三次蔣中正內閣
蔣中正內閣共成立過三次。第三次成立於1939年11月20日。由國民政府軍事委員會委員長身兼行政院院長蔣中正負責組閣，該內閣為中華民國國民政府的第七任內閣。因為中日戰爭正式開戰，因此行政院可說是統合戰爭需求所設置的戰時政府，而身兼數職的蔣中正，也藉行政院之力，全力專注於對日戰爭上。1945年6月，中日戰爭邁入尾聲，準備行使憲政的蔣中正，隨即將內閣組閣權釋出。

## 內閣成員
- 行政院院長：蔣中正（ 中國國民黨）
- 行政院副院長：孔祥熙（ 中國國民黨）
- 內政部部長：周鍾嶽（ 中國國民黨）
- 外交部部長：王寵惠（ 中國國民黨）
- 財政部部長：孔祥熙（ 中國國民黨）
- 軍政部部長：何應欽（ 中國國民黨）
- 兵役部部長（1944年9月25日設立）：鹿鍾麟
- 教育部部長：陳立夫（ 中國國民黨）
- 交通部部長：張嘉璈（ 中國國民黨）
- 經濟部部長：翁文灝（ 中國國民黨）
- 農林部部長（1940年3月15日設立）：陳濟棠（ 中國國民黨，首任－1941年12月）→ 沈鴻烈（ 中國國民黨，1941年12月－1944年8月）→ 盛世才（ 中國國民黨，1944年8月－1945年6月）
- 社會部部長（1940年10月16日改隸於行政院）：谷正綱（ 中國國民黨）
- 糧食部部長（1940年3月15日設立） ：徐堪（ 中國國民黨）
- 蒙藏委員會委員長：吳忠信（ 中國國民黨）
- 僑務委員會委員長：陳樹人
- 振濟委員會委員長：孔祥熙（ 中國國民黨）
- 衛生署署長：金寶善
- 地政署署長（1942年11月18日設立）：鄭震宇